# МКС-21
МКС-21 — двадцять перший довготривалий екіпаж Міжнародної космічної станції, що складався з шести осіб. Екіпаж почав свою роботу 11 жовтня 2009 року, коли вперше командиром екіпажу став астронавт Європейського космічного агентства. Це була перша експедиція, під час якої до МКС були пристиковані одразу три кораблі «Союз».

## Екіпаж[1]
| Посада        | З жовтня по листопад 2009 року | Листопад 2009             |                           |
| ------------- | ------------------------------ | ------------------------- | ------------------------- |
| Командир      | Франк Де Вінне, ЄКА (2)        | Франк Де Вінне, ЄКА (2)   | Франк Де Вінне, ЄКА (2)   |
| Бортінженер 1 | Роман Романенко, РКА (1)       | Роман Романенко, РКА (1)  | Роман Романенко, РКА (1)  |
| Бортінженер 2 | Роберт Тьорск, ККА (2)         | Роберт Тьорск, ККА (2)    | Роберт Тьорск, ККА (2)    |
| Бортінженер 3 | Джеффрі Уїльямс, НАСА (3)      | Джеффрі Уїльямс, НАСА (3) | Джеффрі Уїльямс, НАСА (3) |
| Бортінженер 4 | Максим Сураєв, РКА (1)         | Максим Сураєв, РКА (1)    | Максим Сураєв, РКА (1)    |
| Бортінженер 5 | Ніколь Стотт, НАСА (1)         |                           |                           |

## Прибуття на Землю
Джеффрі Уїльямс та Максим Сураєв провели на станції півроку, космічний турист Гі Лаліберте, що стартував разом з МКС-21 повернувся на землю через 11 днів на кораблі «Союз ТМА-15», разом із дев'ятнадцятим екіпажем (до складу якого входять Геннадій Падалка та Майкл Баррат), який пробув на МКС з кінця березня 2009 року. 
1 грудня 2009 року закінчилася двадцять перша експедиція та почалася МКС-22. У цей день космонавти Де Вінне, Романенко та Тьорск повернулися на космічному кораблі «Союз ТМА-15» на Землю.
Ніколь Стотт була останнім членом екіпажу МКС, доставленим шатлом. Вона повернулась на Землю в листопаді 2009 року.